# Palacio de Bernabé y Madero
El Palacio de Bernabé y Madero, también conocido como Palacio de Álvarez-Cuevas, es una casa señorial del municipio español de El Puerto de Santa María (Cádiz).

## Descripción
El edificio es un claro exponente de casa-palacio de Cargadores a Indias. Se compone de entresuelo y tres plantas. 
En la fachada, que da a la calle Palacios, podemos observar el portón principal flanqueado por columnas toscanas de mármol y coronado en el dintel por un blasón del mismo material.
La casa cuenta también con una torre-mirador.

## Historia
La casa perteneció originalmente a la familia Álvarez-Cuevas, nobles originarios del Principado de Asturias establecidos en El Puerto de Santa María desde el siglo XVII. Fue labrada en 1734 por Francisco de Álvarez-Cuevas y de Pelayo, capitán de Alto Bordo de la Real Armada del Mar Océano y coronel de los Ejércitos de Su Majestad. A la muerte de este en 1738, la casa fue heredada por su hijo Francisco de Álvarez-Cuevas y Banquero, regidor perpetuo del municipio portuense.
En 1769, la casa pasó a manos de José de Bernabé y Madero, compromisario en el Consulado de Cargadores a Indias de Cádiz. José de Bernabé-Madero y Ricart agregó a la casa otro pedazo de terreno anexo. Su hijo, Antonio de Bernabé-Madero, redificó la casa confiriéndole su aspecto actual.
Entre 1808 y 1810 fue el domicilio del gobernador militar de El Puerto de Santa María, Pedro Regalado Tinéo, marqués de Casa Tremañes.